# Besovizza
Besovizza, già  Besoviza, (in sloveno Bezovica) è un insediamento di 73 abitanti del comune sloveno di Capodistria, nell'Istria settentrionale.

## Posizione
Sull'asse della strada che porta a Preloca, Lonche e Popecchio, fra le due ultime località è piazzata Besovizza.

Questo antico villaggio è posto sotto il ciglione carsico, su un terreno arenario coperto da quercioli che presenta alcuni calanchi. Sul ripiano carsico esisteva un castelliere a duplice vallo. Sopra e sotto questo paese passa la ferrovia che discende da Divaccia e che con una diramazione arriva a Capodistria. La si può raggiungere anche dalla fonte del Risano, partendo dalla polla d'acqua che si trova in basso, sul fondovalle, accanto alla chiesa di S. Maria del Risano, e proseguendo lungo la carrareccia che sale al paese e che è segnata come sentiero pedonale che porta fino al monte Taiano. Da qui si gode una bella vista della valle del Risano con pochi campi coltivati a vigneto; si nota fortunatamente una ripresa edilizia nella ristrutturazione delle vecchie case del paese.

Una polla sorgentifera presso Besovizza, conosciuta anticamente con il nome di "in Capite Risani" e chiamata Zvrocek in lingua slovena, offre un'acqua limpida sfruttata per l'alimentazione dell'acquedotto del Risano. Tale acquedotto  fu costruito nel 1934 sotto l'amministrazione italiana; nel secolo scorso la sorgente interessò le autorità di Trieste che avrebbero voluto attingervi piuttosto che approvvigionarsi dalle acque del Timavo.

## Storia
Dopo la caduta dell'Impero romano d'Occidente, e la parentesi del Regno ostrogoto fino al 539, in Istria si insediarono i bizantini che in seguito subirono la penetrazione temporanea nella penisola dei Longobardi. Dopo una parentesi di dominazione longobarda dal 751 ad opera del loro re Astolfo, l'Istria tornò in mano bizantine dal 774.
Nel 788 Carlo Magno, re dei Franchi, occupò l'Istria inglobandola nel Regnum Italiae affidato da Carlo al figlio Pipino; nell'803 venne istituita la Marchia Austriae et Italiae che comprendeva il Friuli, la Carinzia, la Carniola e l'Istria. Alla morte di Pipino nell'810, il territorio passò in mano al figlio Bernardo.
Con la morte di Carlo Magno nell'814 la carica imperiale passò a Ludovico I; questi, dopo aver deposto il nipote Bernardo, affidò poi il Regnum Italiae al suo primogenito Lotario, il quale già nell'828 (dopo aver deposto Baldrico, ultimo duca del Friuli, per non aver saputo difendere le frontiere orientali dagli Slavi) divise la parte orientale del Regno, ossia la Marca Orientale, in quattro contee: Verona, Friuli, Carniola e Istria (comprendente il Carso e parte della Carniola interna). 
In seguito al Trattato di Verdun, nell'843, il suo territorio entrò a far parte della Francia Media in mano a Lotario I e più specificatamente dall'846 della Marca del Friuli, in mano al marchese Eberardo a cui succedettero prima il figlio Urnico e poi l'altro figlio Berengario; anche dopo i trattati di Prüm e Meerssen rimase nel Regnum Italicum.
Cessato il dominio franco con la deposizione di Carlo il Grosso, Berengario, divenuto re d'Italia, passò il marchesato aquileiese al suo vassallo Vilfredo che venne poi nell'895 da lui nominato marchese del Friuli e dell'Istria.
Nel 952 l'imperatore Ottone I obbligò il re d'Italia Berengario II a rinunciare alle contee “Friuli et Istria”, unendole al Impero romano-germanico e subordinandole al Ducato di Baviera tenuto dal suo fratellastro Enrico I a cui succedette il figlio Enrico II. Nel 976 l'Istria passò al Ducato di Carinzia appena costituito dall'imperatore Ottone II.
Nel 1040, dopo la morte l'anno prima di Corrado II, Enrico III di Franconia fece dell'Istria una marca a sé, per dare a questa provincia un'organizzazione più adatta alla difesa e per indebolire i duchi di Carinzia, ai quali l'Istria era sottomessa. La nuova marca istriana divenne così “provincia immediata e feudo diretto dell'Impero”, L'autorità marchionale della nuova Marchia et Comitatus Histriae venne pertanto conferita dall'imperatore al conte Volrico od Urlico I della casa Weimar – Orlamünde. Tutta la valle del Risano infatti passò al marchese d'Istria ad eccezione della vicina Cristoglie che già dal 1028 fu donata da Corrado II ai patriarchi di Aquileia.

Medesima sorte toccò a Lonche, dal cui territorio di Besovizza dipendeva, che venne donata (assieme a Covedo, Ospo, Rosariol, Truscolo, Sterna e S. Pietro (ora Carcase)), tramite la mediazione di Urlico I, nel 1067 dall'imperatore Enrico IV al vescovo di Frisinga.

Nel 1077 l'imperatore Enrico IV costituì il Principato ecclesiastico di Aquileia che ebbe influenza, mediante apposito diploma emesso lo stesso anno, anche sulla marca di Carniola e sulla contea dell'Istria; i possedimenti del vescovo di Frisinga già attorno al 1150 erano passati in mani patriarcali.

Dopo la pace di Treviso (1291, che affidava la fascia costiera occidentale istriana alla crescente potenza della Serenissima), Lonche e Covedo vennero affidate, assieme all'alta valle del Risano, al comune di Trieste, al tempo nemico del patriarca.

Dopo la Pace di Torino del 1381, suggellata dopo la fine della guerra tra i Genovesi e i Veneziani, il comune di Trieste, e così i suoi domini tra cui Besovizza, entrarono nei domini del Patriarcato di Aquileia.
Il 1420 segnò la fine del potere temporale dei patriarchi e l'alta valle del Risano (ma non Trieste che già nel 1382 offrì la sua dedizione all'Austria) passò sotto il dominio Serenissima.
Si sa che nel 1615 Besovizza, assieme a Lonche, Gabrovizza ed Ospo, fu bruciata e saccheggiata dagli Uscocchi, alleati degli Austriaci.
Caduta la Serenissima, con la Pace di Presburgo seguì il destino degli ex possedimenti veneziani entrando per un breve periodo nel Regno d’Italia napoleonico.
Col Trattato di Schönbrunn del 1809 entrò a far parte delle Province Illiriche per entrare poi per la prima volta in mano austriaca col Congresso di Vienna nel 1815 nel Regno d'Illiria come Besoviza; passò in seguito sotto il profilo amministrativo al Litorale austriaco nel 1849 come frazione del comune di Decani con la denominazione di Bezovica.
Dopo la prima guerra mondiale rimase nel medesimo comune nella Provincia dell’Istria.
Fu soggetta alla Zona d'operazioni del Litorale adriatico (OZAK) tra il settembre 1943 e il maggio 1945.

Fin dal giugno 1945, trovandosi a sud-est della Linea Morgan, entrò nella zona ad amministrazione jugoslava e, a seguito del Trattato di Parigi, nel 1947 a far parte definitivamente della Jugoslavia.
Dal 1991 fa parte della Slovenia.

## Monumenti e luoghi d'interesse
- La chiesa di Besovizza è posta proprio su una curva a gomito; il sagrato della chiesa pertanto è formato dalla strada stessa e da un piccolo belvedere da cui si gode il panorama. La chiesetta ha un campanile a vela sulla sommità della facciata con una piccola campana. È dedicata alla Beata Vergine Maria di Besovizza ed era posta sotto la giurisdizione del pievano di Lonche, paese con il quale divise le vicissitudini storiche. Nel 1135 il vescovo di Trieste Dietmar, amministratore della diocesi di Capodistria, dona il possedimento del Monte Sermino alle foci del Risano all'abbazia benedettina di San Cipriano di Murano (Venezia), verrà donata anche la chiesa con tutte le sue pertinenze e proprietà terriere[8].